# زرنيخات هيدروجين ثنائي الصوديوم
زرنيخات هيدروجين ثنائي الصوديوم هو مركب لاعضوي يُرمز له بالصيغة الكيميائية Na2HAsO4.7H2O. يوجد المركب على شكل سباعي هيدرات، حيث تدخل 7 جزيئات ماء في البنية البلورية للمركب (ماء التبلور).
يوجد هناك مركبي زرنيخات آخرين للصوديوم وهما NaH2AsO4 و Na3AsO4.
يُعتبر زرنيخات هيدروجين ثنائي الصوديوم ساماً للغاية.
هذا الملح هو قاعدة مرافقة لحمض الزرنيخيك. يكون عادةً صلباً أبيضاً وقابل للذوبان في الماء.